# Wiesensteig

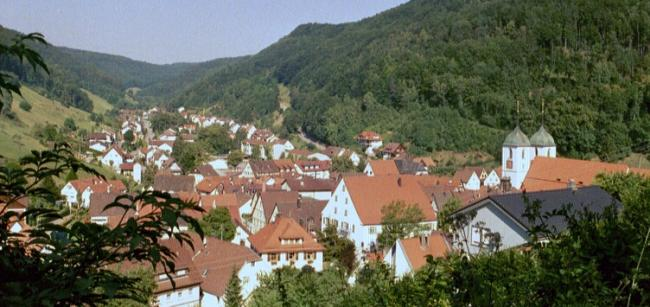
Blick auf Wiesensteig

Wiesensteig ist eine Stadt im Landkreis Göppingen (Regierungsbezirk Stuttgart) in Baden-Württemberg ganz im Südosten der Region Stuttgart.

## Geographie

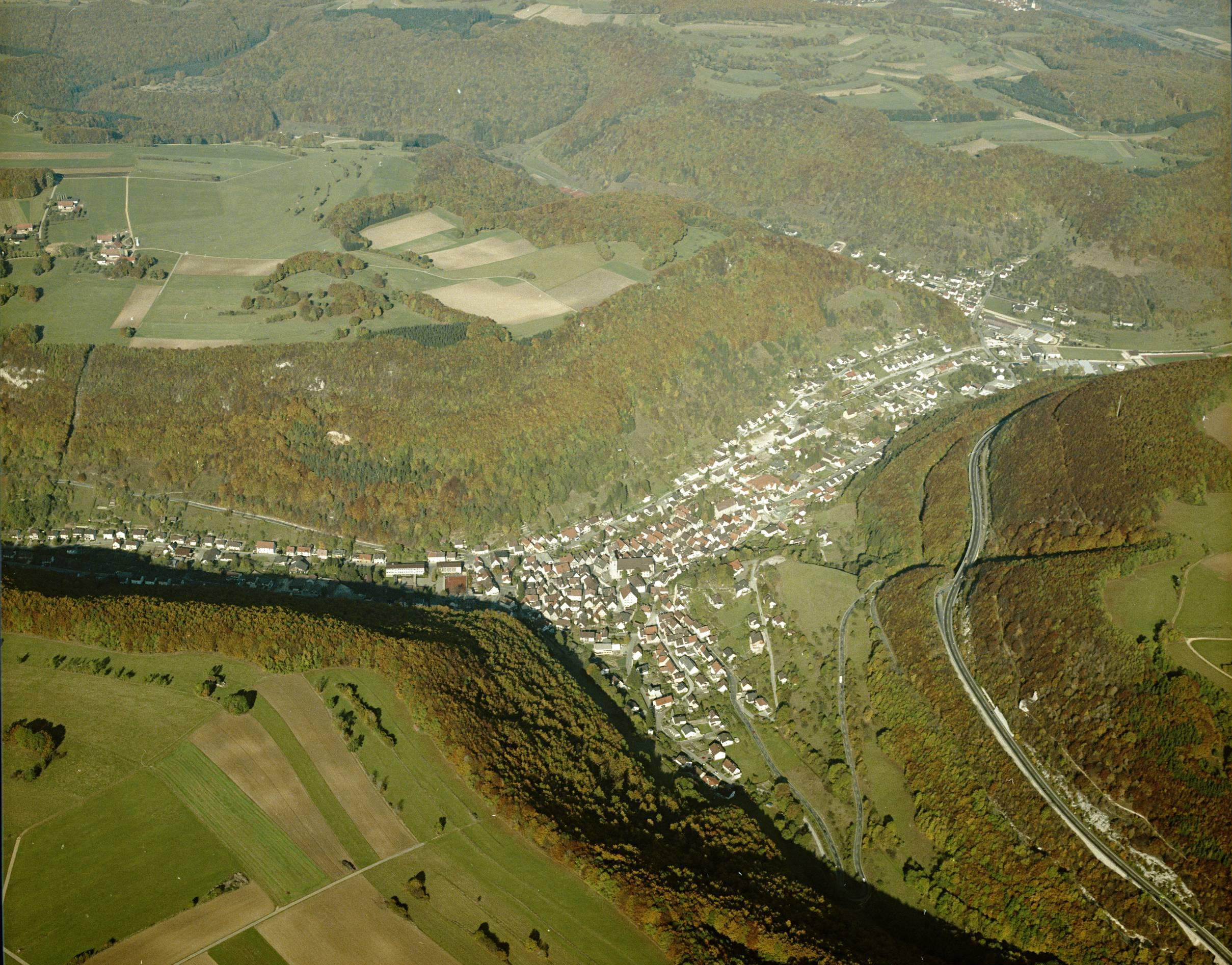
Luftbild von Wiesensteig von Süden, 1983

Wiesensteig liegt im oberen Filstal im Bereich der mittleren Schwäbischen Alb in 561 bis 832 Metern Höhe im Landkreis Göppingen. Am Rand der Stadt verläuft der Albaufstieg der A 8 in Richtung Ulm. Das Stadtgebiet wird von Südwest nach Nordost von einem bis zu 200 Meter tiefen Tal geprägt, in dem mehrere Karstquellen entspringen, die sich zum Lauf der Fils vereinigen. Die zur Filsalb gehörigen kuppigen Hochflächen nördlich des Tales gehen nach Süden zu in das Großkuppengebiet der Mittleren Kuppenalb um Laichingen über.

### Stadtgliederung
Zu Wiesensteig gehören die Stadt Wiesensteig, die Höfe Bläsiberg, Eckhöfe, Heidental, Reußenstein und Ziegelhof sowie die Häuser Lämmerbuckel und Papiermühle und die abgegangenen Ortschaften Michelnbuch und Schafhaus.

### Nachbargemeinden
Angrenzende Gemeinden sind Gruibingen im Norden, Mühlhausen im Täle im Nordosten, Drackenstein im Osten, Hohenstadt im Südosten, Westerheim (Alb-Donau-Kreis) im Süden, Römerstein (Landkreis Reutlingen) im Südwesten sowie Lenningen im Westen und Neidlingen (beide Landkreis Esslingen) im Nordwesten.

### Flächenaufteilung
Nach Daten des Statistischen Landesamtes, Stand 2014.

## Geschichte

### Bis zum 21. Jahrhundert
Wiesensteig wird erstmals 861 in einer Urkunde erwähnt, als dort das Benediktinerkloster Wiesensteig gegründet wurde, aus dem 1103 ein Chorherrenstift entstand, das bis zur Säkularisation 1803 Bestand hatte. Die Siedlungsspuren reichen jedoch bis in die Steinzeit zurück.
Das Stadtrecht besitzt der Ort bereits seit 1356. Er unterstand damals den Grafen von Helfenstein. Seit 1512 war die Herrschaft Wiesensteig innerhalb des Heiligen Römischen Reiches dem Schwäbischen Reichskreis zugeordnet.
Graf Ulrich XVII. von Helfenstein (1524–1570) und sein Bruder Sebastian († 1564) führten 1555 das lutherische Bekenntnis in Wiesensteig ein. Zwischen 1562 und 1611 wurden in der Herrschaft Wiesensteig mindestens 111 Frauen und ein Mann im Rahmen der Hexenverfolgung als „Hexen und Unholde“ hingerichtet. 1567 kehrte Graf Ulrich XVII. zum katholischen Bekenntnis zurück und vollzog eine Gegenreformation. Der Gemeinderat der Stadt Wiesensteig beschloss am 30. Januar 2017 die sozialethische Rehabilitierung der Opfer der Hexenprozesse.
1648 wurde das Städtchen von schwedischen Soldaten beinahe völlig niedergebrannt. Nach dem Aussterben der Helfensteiner im Jahre 1627 fiel die Reichsgrafschaft Wiesensteig (über drei Erbtöchter) zu zwei Dritteln 1642 durch Kauf an Kurbayern und zu einem Drittel an die Fürsten von Fürstenberg, die ihren Anteil 1752 ebenfalls an Kurbayern veräußerten. Durch einen Gebietstausch kam die Stadt mit der Rheinbundakte 1806 an das Königreich Württemberg und wurde Sitz des Oberamts Wiesensteig. Dieses wurde 1810 aufgelöst und Wiesensteig dem Oberamt Geislingen unterstellt. Bei der Verwaltungsreform während der NS-Zeit in Württemberg gelangte Wiesensteig 1938 zum Landkreis Göppingen. Nach dem Zweiten Weltkrieg geriet die Stadt in die Amerikanische Besatzungszone und gehörte somit zum neu gegründeten Land Württemberg-Baden, das 1952 im jetzigen Bundesland Baden-Württemberg aufging.

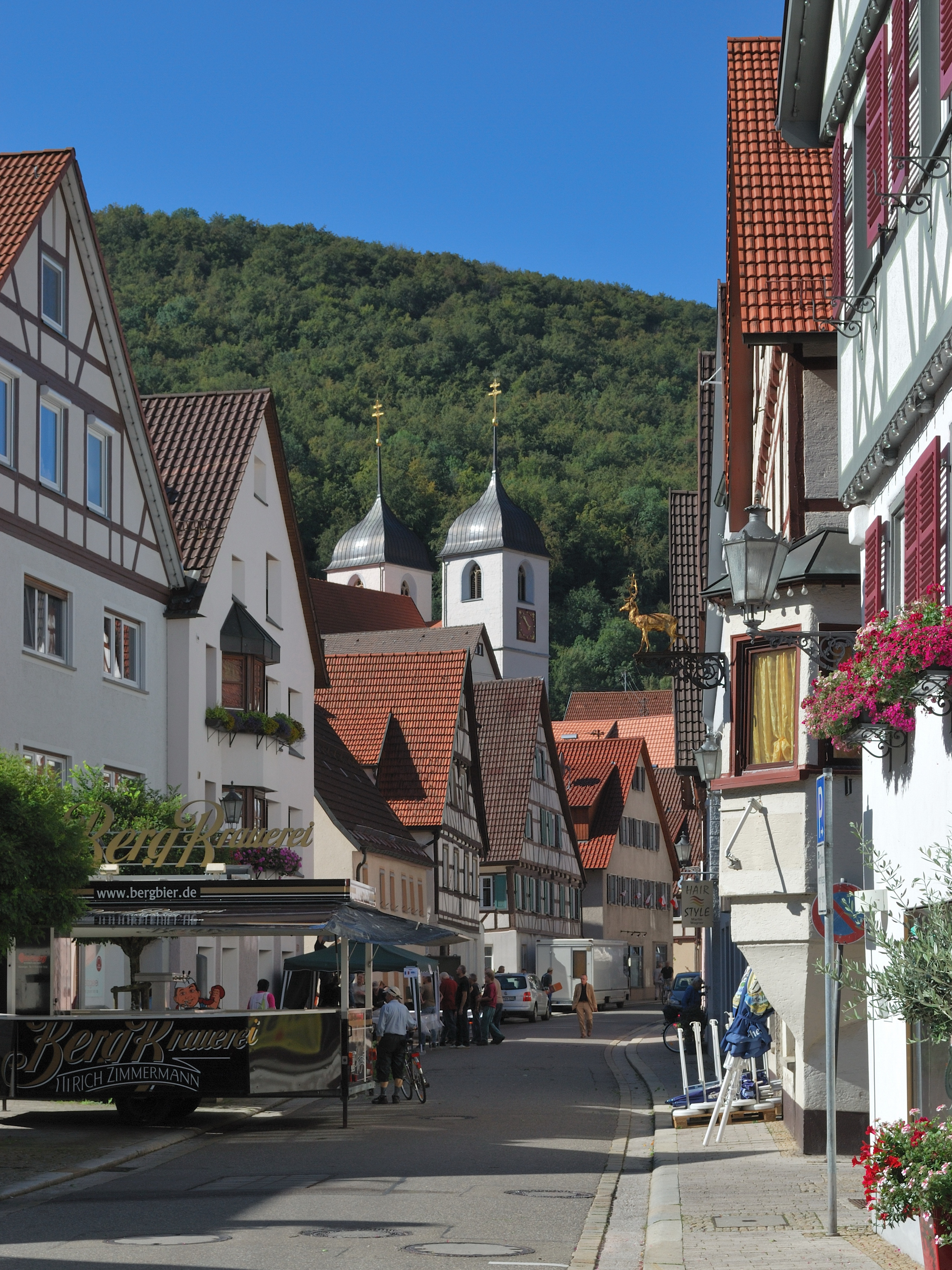
Hauptstraße mit Blick auf die Stiftskirche St. Cyriakus

### Einwohnerentwicklung
Quelle: Statistisches Landesamt Baden-Württemberg für die Daten ab 1970
| Datum              | Einwohner |
| ------------------ | --------- |
| 1837               | 1496      |
| 1907               | 1327      |
| 17. Mai 1939       | 1683      |
| 13. September 1950 | 2063      |
| 27. Mai 1970       | 2632      |
| 31. Dezember 1983  | 2490      |
| 25. Mai 1987       | 2426      |
| 31. Dezember 1991  | 2575      |
| 31. Dezember 1995  | 2445      |
| 31. Dezember 2000  | 2350      |
| 31. Dezember 2005  | 2312      |
| 31. Dezember 2010  | 2138      |
| 31. Dezember 2015  | 2056      |
| 31. Dezember 2020  | 2034      |

## Politik

### Verwaltungsverband
Zusammen mit Mühlhausen im Täle, Drackenstein, Gruibingen und Hohenstadt bildet die Stadt seit 1972 den Gemeindeverwaltungsverband Oberes Filstal mit Sitz in Wiesensteig.

### Gemeinderat
Der Gemeinderat in Wiesensteig besteht aus den 12 gewählten ehrenamtlichen Gemeinderäten und dem Bürgermeister als Vorsitzendem. Der Bürgermeister ist im Gemeinderat stimmberechtigt. Die Kommunalwahl am 9. Juni 2024 führte zu folgendem Ergebnis. Die Wahlbeteiligung lag bei 65,52 %  (2019: 62,04 %) und ergab folgende Sitzverteilung:
| Offene Kandidatenliste | 48,19 % | 6 Sitze | 2019: 50,69 %, 6 Sitze |
| Bürger für Wiesensteig | 44,98 % | 6 Sitze | 2019: 43,03 %, 5 Sitze |
| Neutrale Liste         | 0,0 %   | 0 Sitze | 2019: 6,28 %, 1 Sitz   |
| AfD                    | 3,73 %  | 0 Sitze | 2019: 0 %, 0 Sitze     |
| Freie Liste            | 3,10 %  | 0 Sitze | 2019: 0 %, 0 Sitze     |

### Bürgermeister
Zum hauptamtlichen Bürgermeister wurde im Januar 2010 Gebhard Tritschler (parteilos) gewählt. Tritschler wurde im März 2018 mit 90,7 % der Stimmen wiedergewählt.

### Wappen
Das Wappen zeigt „in Rot einen aus goldenem Fünfberg wachsenden silbernen Elefanten“. Der erste Beleg stammt aus dem Jahre 1482 von einem Abdruck eines Stadtsiegels, das einen aus einem schrägen Vierberg wachsenden Elefanten zeigt, das Wappentier der früheren Stadtherren, der Grafen von Helfenstein. Während der wachsende Elefant stets in allen folgenden Darstellungen (so z. B. in der ersten farbigen Abbildung aus dem Jahre 1560) des Stadtwappens zu finden ist, änderte sich die Zahl der Kuppeln zwischen einer und fünf. In einem Fall tritt der Elefant sogar direkt aus dem Schildrand hervor. Seit dem Jahre 1930 steht jedoch der Fünfberg als Wappenmotiv fest. Bis 1958 waren die Flaggenfarben grün-rot. Da diese Kombination aber gegen die Heraldischen Farbregeln verstößt, wurden am 4. Februar 1959 die Farben weiß-rot vom Innenministerium verliehen.

## Wirtschaft und Infrastruktur

### Verkehr

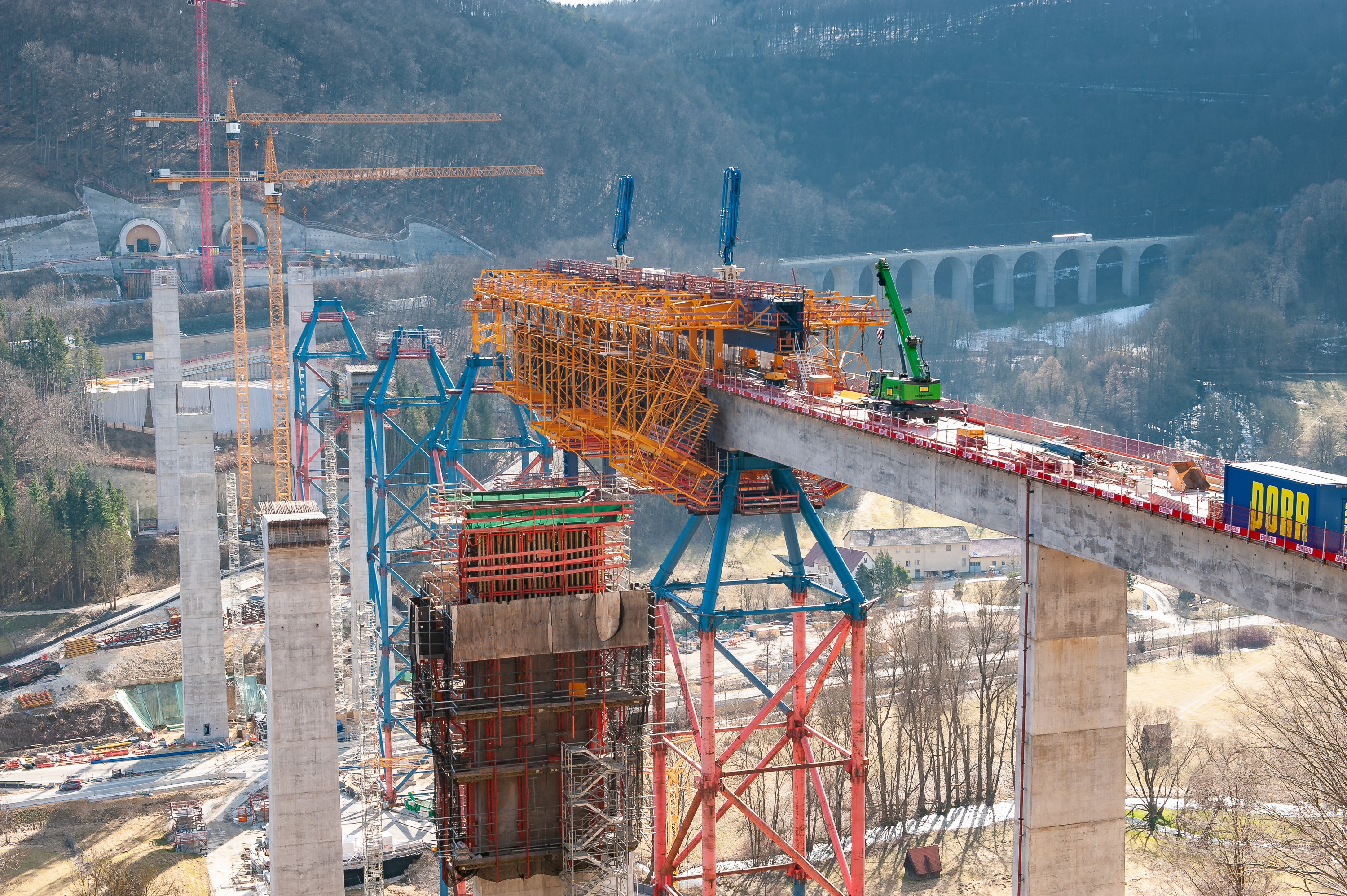
Baustelle der Filstalbrücke zwischen Wiesensteig und Mühlhausen. Im Hintergrund der Albaufstieg der Autobahn A8 mit der Todtsburgbrücke. (2019)

Über die Landesstraße 1200 hat Wiesensteig Anschluss an die Bundesstraße 466 und die Bundesautobahn 8. Wiesensteig liegt an der Schwäbischen Albstraße. Oberhalb des Ortes führt der Albaufstieg der Autobahn A 8 vorbei.
Von 1903 bis 1968 war Wiesensteig durch die Tälesbahn von Geislingen an der Steige an das Schienennetz der Bahn angebunden. Die Königlich Württembergischen Staats-Eisenbahnen erbauten das Bahnhofsgebäude als Einheitsbahnhof vom Typ IIIb.
Der Albtäler-Radweg führt als Landes-Fernradweg durch Wiesensteig; es handelt sich um einen Rundkurs zwischen Römerstein und Sontheim an der Brenz. Er verläuft dabei großteils auf der ehemaligen Bahnlinie von Geislingen nach Wiesensteig. Weiter führt er an der Filsquelle vorbei nach Donnstetten.

### Bildung
Mit der Franz-Xaver-Messerschmidt-Schule verfügt Wiesensteig über eine Grundschule.

## Kultur und Sehenswürdigkeiten

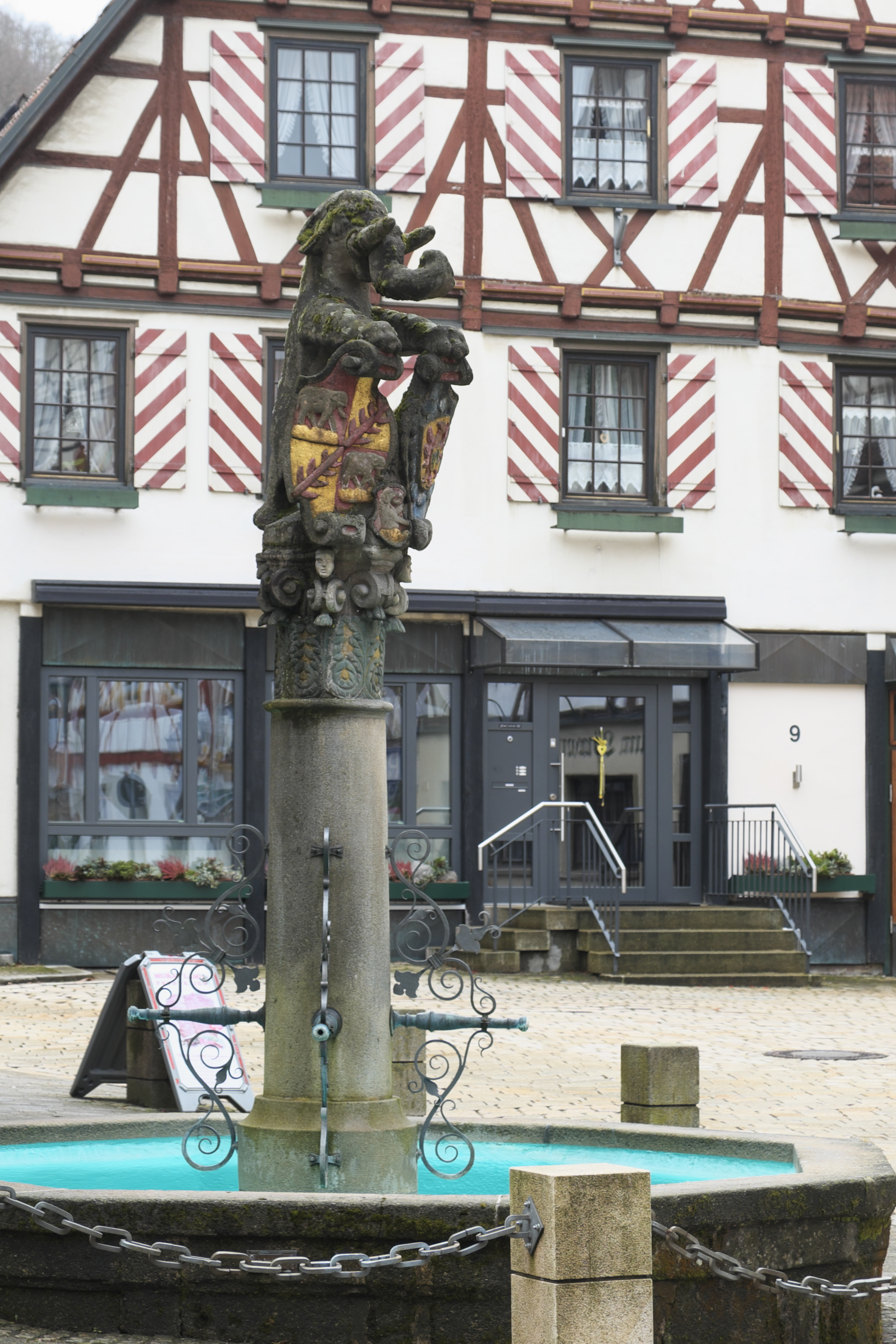
Elefantenbrunnen

### Bauwerke

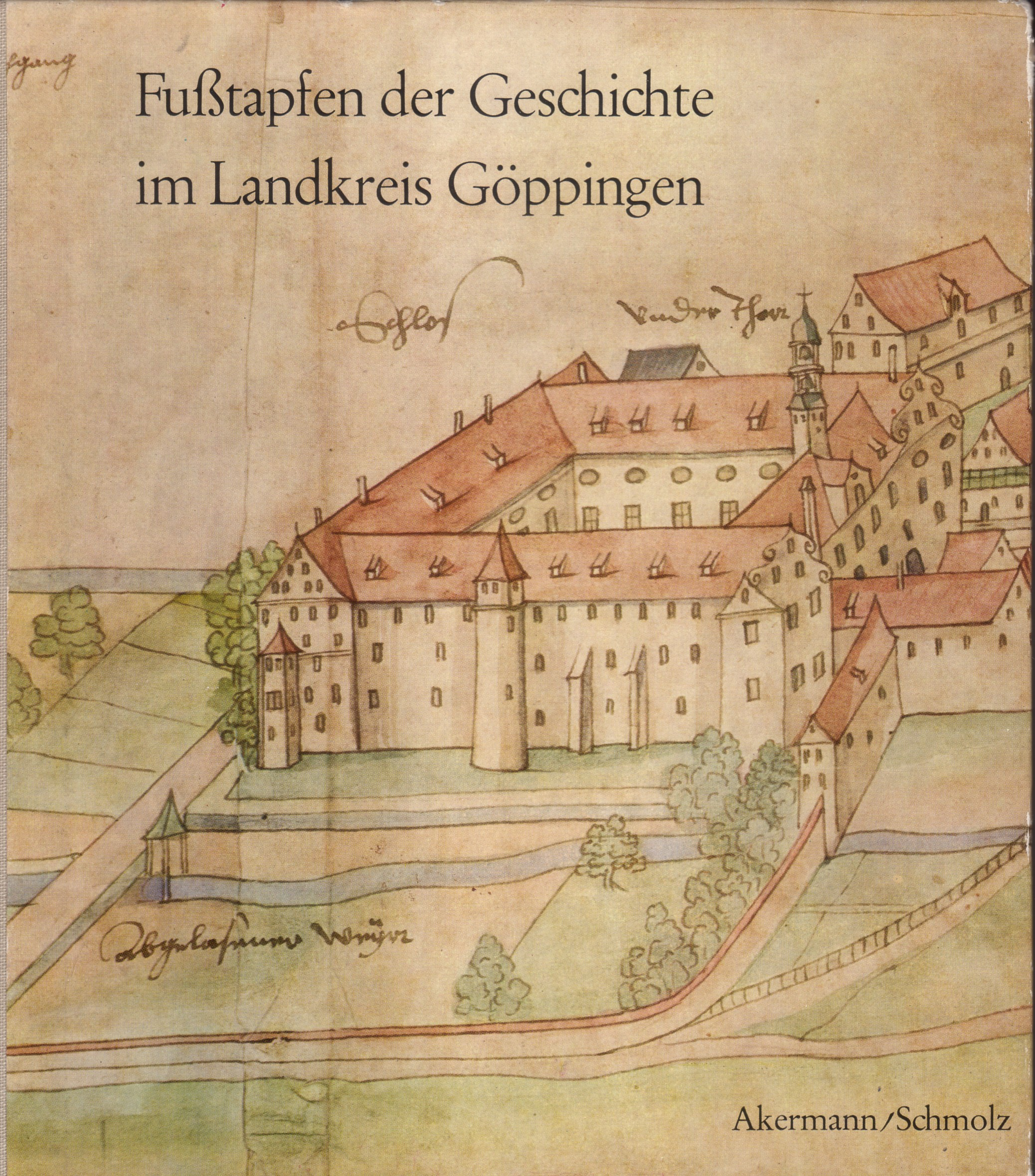
Schloss Wiesensteig im 16. Jahrhundert, Titelblatt einer kreisgeschichtlichen Quellensammlung von 1964

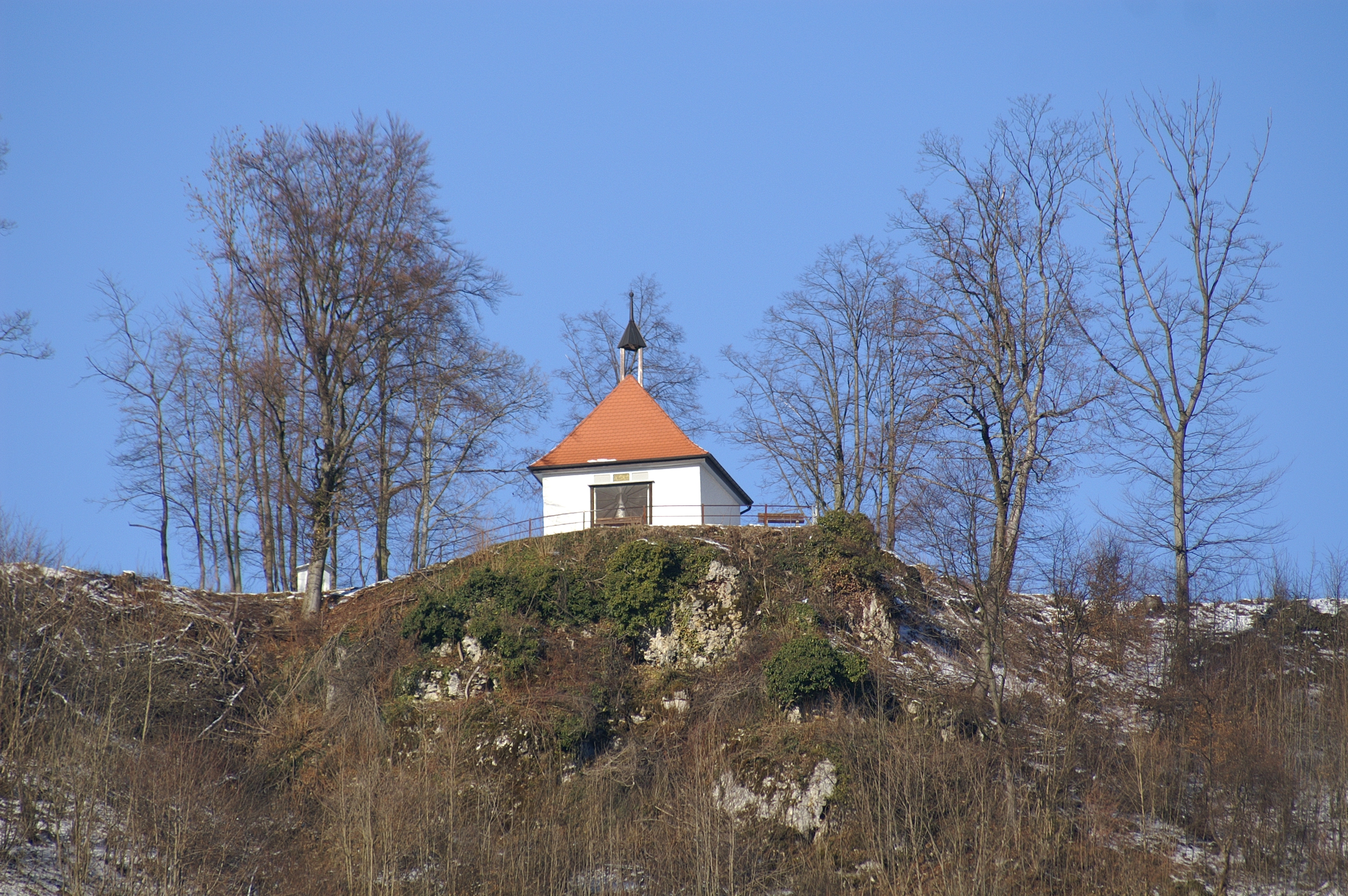
Kreuzkapelle oberhalb von Wiesensteig

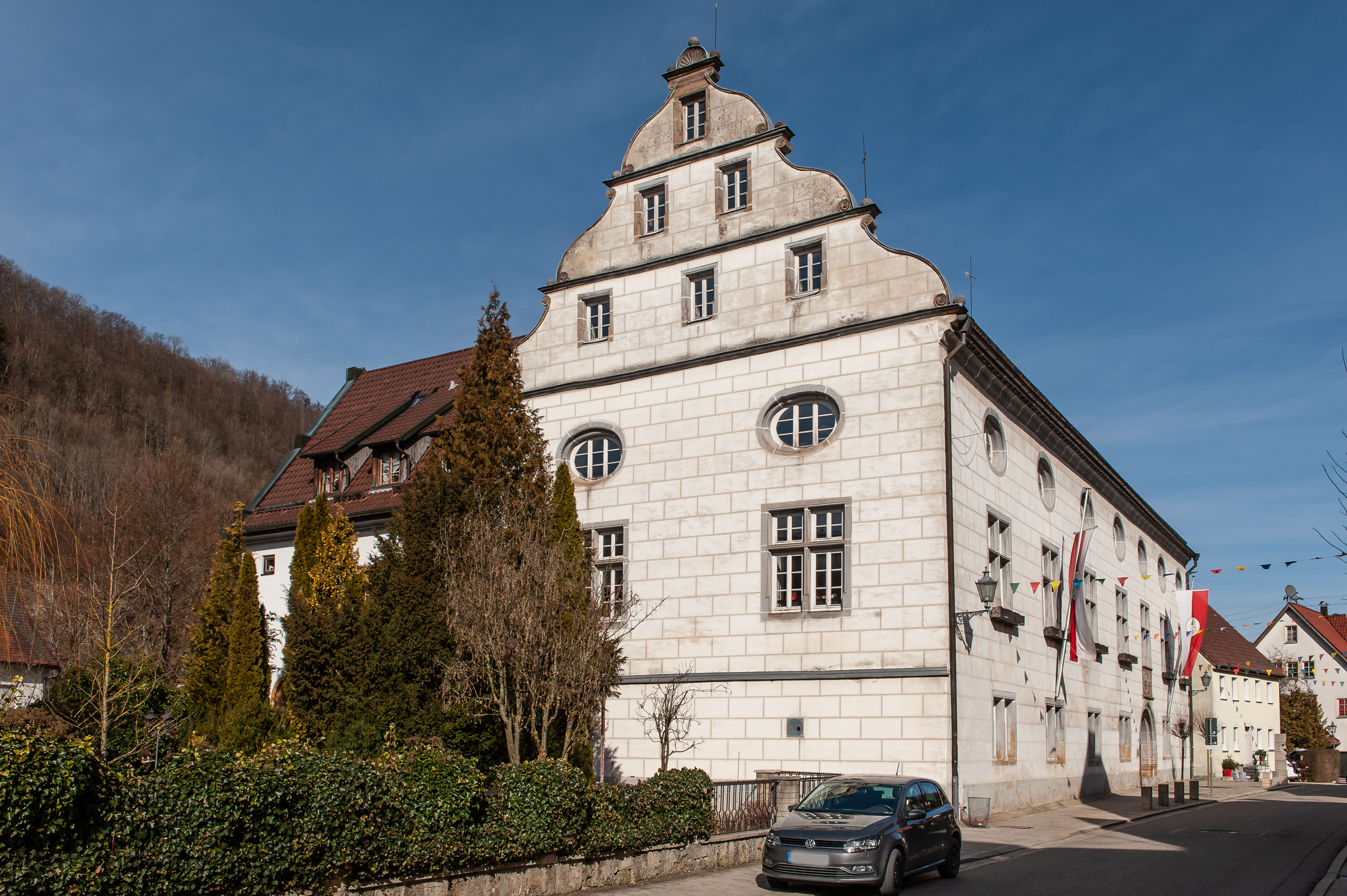
Helfensteiner Schloss

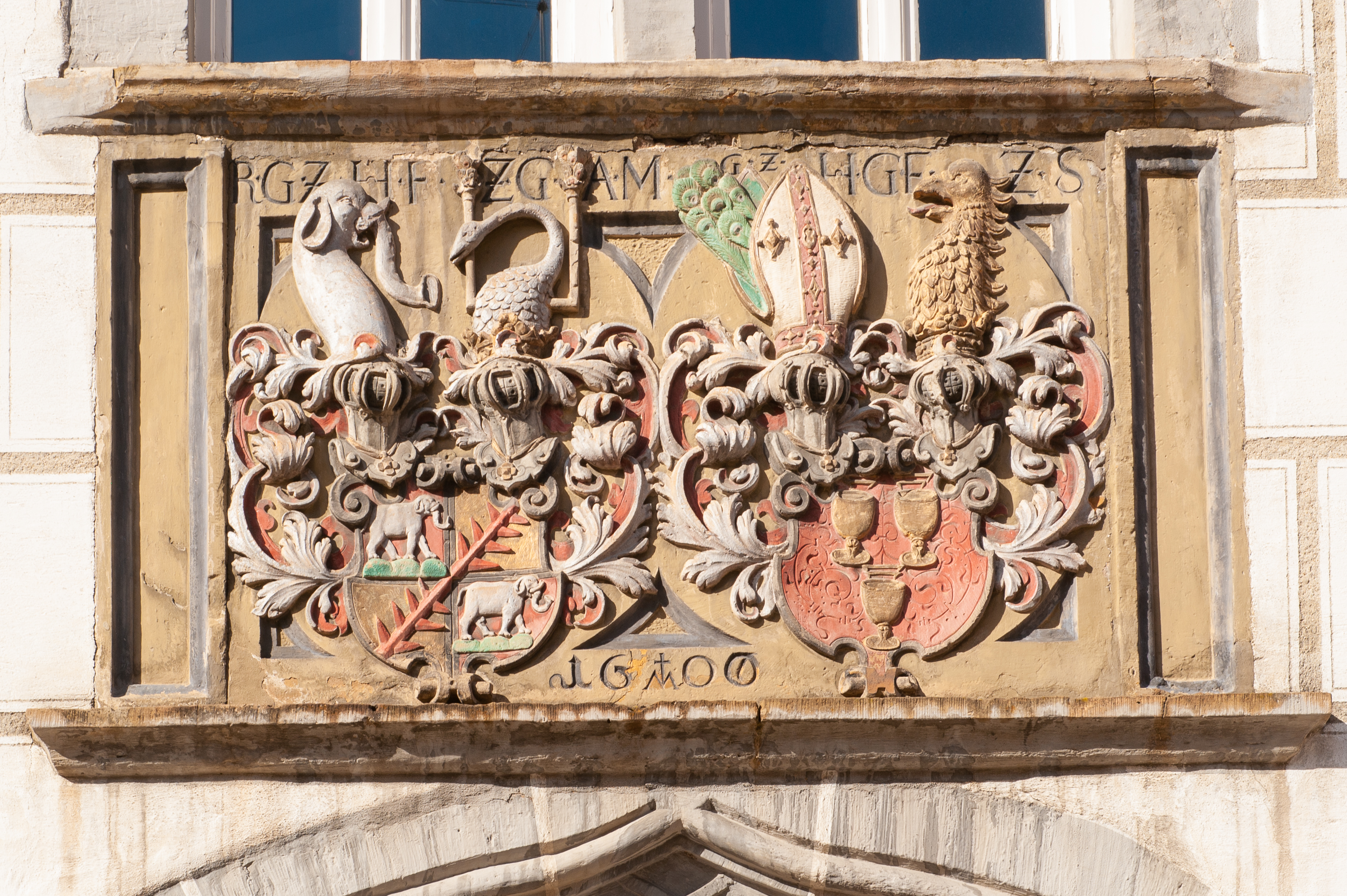
Wappen am Helfensteiner Schloss

- Residenzschloss der Helfensteiner (1551): Das Schloss wurde 1551 – 1555 von Graf Ulrich XVII. vierflügelig im Renaissancestil erbaut und war bis 1627 Residenz der Grafen von Helfenstein-Gundelfingen. In fürstenbergischer und bayrischer Zeit fungierte es als Verwaltungssitz. 1812 wurde es bis auf den bestehenden Südflügel abgerissen, danach als Speicher, Wohngebäude, Notariat, Arztpraxis und Poststelle genutzt. 1983–1986 wurde es grundlegend saniert. Seither wird es für kulturelle Veranstaltungen verwendet. Über dem Hauptportal befindet sich das „Allianzwappen“ des Grafen Rudolf VI. und seiner Gattin Anna Maria von Staufen von 1600.
- Stiftskirche St. Cyriakus (1466) mit Weigle-Orgel von 1849[12]
- Marktplatz mit Elefantenbrunnen und Fachwerkhäusern
- Kreuzkapelle nördlich von Wiesensteig auf der Albhochfläche. Der Fußweg zur Kapelle ist von Kreuzwegstationen gesäumt.
- Ruine Reußenstein, etwa 5 km nordwestlich von Wiesensteig
- Sender Wiesensteig
- Richtfunkumlenkturm

### Naturdenkmäler
- Filsursprung, etwa zwei Kilometer südwestlich von Wiesensteig

### Sport

#### Wanderwege
Wiesensteig ist aufgrund der Lage in der Schwäbischen Alb und der die Stadt umgebenden Naturlandschaften ein beliebtes Ausflugsziel. Entlang des westlichen Stadtgebiets verläuft der Fernwanderweg Albsteig (auch Schwäbische-Alb-Nordrand-Weg oder HW1), der entlang des Albtraufs von Donauwörth bis Tuttlingen führt und als Qualitätswanderweg zertifiziert ist. Der Rundweg  Filsursprungrunde mit 14 Kilometern Länge ist vom Deutschen Wanderinstitut als Premiumweg ausgezeichnet und eignet sich als Tagestour.

#### Radwege
Über die westliche Gemarkung von Wiesensteig verläuft der Alb-Crossing, ein Fernradweg geeignet für Mountainbiker oder Gravel-Biker, der in sechs Etappen von Aalen bis nach Tuttlingen führt.

#### Skigebiet
Wiesensteig besitzt mit dem Skigebiet Bläsiberg das größte Skigebiet auf der Schwäbischen Alb. Es umfasst drei Schlepplifte und ca. 5 km Pisten mit verschiedenen Schwierigkeitsgraden.

#### TSV Obere Fils
Der TSV Obere Fils wurde am 24. Juni 1972 durch den Zusammenschluss der beiden Vereine TSV Wiesensteig und dem TSV Mühlhausen gegründet. Sportstätten sind das Vereinsheim am Sportplatz in Wiesensteig, die Schulturnhalle und die alte Turnhalle im Ortszentrum von Wiesensteig. Es werden auch die Gemeindehalle und der alte Sportplatz in Mühlhausen genutzt.

## Persönlichkeiten

### Söhne und Töchter der Stadt
- Johann Baptist Straub (* 1. Juni 1704, † 15. Juli 1784 in München), bedeutender Bildhauer des oberbayerischen Rokoko
- Franz Xaver Messerschmidt (* 6. Februar 1736, † 19. August 1783 in Pressburg), Bildhauer
- Felix Joseph von Lipowsky (* 25. Januar 1764, † 21. März 1842 in München), Jurist
- Johann Baptist von Schiber (* 23. Juli 1764, † 28. März 1829 in Landshut), Jurist
- Georg Krämer (* 5. September 1865, † 18. Juni 1931 in Ulm), Landrat
- Erno Seifriz (* 15. März 1932, † 4. April 2012), Musikdidaktiker, Musikhistoriker und Chorleiter
- Franz Steinle (* 20. Dezember 1949), Jurist (ehemaliger Präsident des Oberlandesgerichts Stuttgart), Sportfunktionär (Präsident des Deutschen Ski-Verbandes)

### Weitere mit Wiesensteig verbundene Persönlichkeiten
- Veit Werler (um 1480–1522), Humanist und Philologe, Kanoniker in Wiesensteig
- Jakob Henrichmann (um 1482–1561), Humanist, Jurist und Geistlicher, Propst von Wiesensteig
- Thaddäus Ferdinand Lipowsky (1738–1767), Beamter und Musiker, Kameral- und Justizbeamter in Wiesensteig, komponierte regelmäßig für den örtlichen Chorherrenstift
- Friedrich Losch (1860–1936), Pfarrer und Heimatforscher, war zwischen 1885 und 1886 Pfarrstellenverwalter in Wiesensteig
- Dennis Landgraf (* 2001), Politiker (Tierschutzpartei), wuchs vor Ort auf